# بادمافاتي (إلهة)
بادمافاتي (بالإنجليزية: Padmāvatī)‏، في الجاينية، هي إلهة الوقاية والحماية. تُصور ويظلل رأسها غطاء من الثعابين، وتجلس على زهرة اللوتس، ولها أربعة أذرع، وتحمل أنشوطة ومسبحة (جابا مالا)، ومِنخس الفيل، واللوتس، والثمرة.